# Kötőjel (magyar helyesírás)
Ez a szócikk a kötőjelnek a magyar helyesírásban való szerepét ismerteti.
A kötőjel a magyar helyesírásban szavak, szórészek összetartozásának jelölésére szolgál; rendszerint az egybeírás alternatívájaként szolgál bizonyos speciális esetekben. Kötőjel használatos a szótagolásnál és a sor végi elválasztásnál is.
Megjegyzés: az alábbi eseteknek egy eltérő szempontú felsorolását az AkH.11 262. és 265. pontja közli. – A zárójeles számok a szabálypontokat jelölik.

## Kötőjel alárendelő összetételekben
Az alárendelő összetételeket általában egybeírjuk, ha nem jelölik a kapcsolat viszonyát, ha jelentésváltozás történt, vagy olykor a hagyomány miatt (l. AkH.11 95.). Kötőjelet használunk azonban az alábbi esetekben:
1. A szótagszámlálás szabálya esetén: Ha 2-nél több tagú és 6-nál több szótagú (AkH.11 138., 139. a)). Megj.: a ragok és jelek nem számítanak szóelemnek; a képzők – a szabályzat 12. kiadása alapján már az -i melléknévképző kivételével –, az egynél több szótagos igekötők és az önálló idegen előtagok viszont igen.
  - békeszerződés-tervezet: 2-nél több elemű és 6-nál több szótagú, ezért kötőjellel írjuk
  - DE: nitrogénasszimiláció: hosszú szó, de csak 2 elemű, ezért egybeírandó (lásd még Magyar nyelvi szórekordok listája)
  - DE: ivóvízellátás: sok tagú, de csak 6 szótag, ezért egybeírandó
2. Ha egyik tagja egy (máskülönben különírt) szókapcsolat (AkH.11 139. b)). Megj.: a különírt tagok ilyenkor egybevonódnak
  - hidegvíz-csap, hajlítottbútor-gyár: kötőjellel írandó, mialatt tagjaik alkalmilag összevonódnak
  - DE: hideg víz, hajlított bútor: ezek különírandóak
3. Ha az utótaghoz két, egymásnak mellérendelt előtag kapcsolódik (AkH.11 139. c)). Megj.: a kettős előtag ilyenkor különválik a közös utótagtól
  - ajak-fog hang, szövő-fonó ipar, kutya-macska barátság
4. Ha egymás után következő, összetett szavak esetén a közös elő- vagy utótag egy másik szónál van kitéve (AkH.11 141., 262. c))
  - cipő- és ruhavásár, bükk-, mogyoró- és nyírfafélék
5. Ha tulajdonnév áll benne (nem minőségjelzőként), azaz ha az összetétel utótagja közvetlenül hozzá kapcsolódik (AkH.11 140. b), 168., 169., 195. a))
  - József Attila-díj, Mátyás-templomi, Windows-adatbázis, Raiffeisen-kölcsön
  - DE: Mátyás király, Kovács család, Windows rendszer, Raiffeisen bank; valamint Kászim pasa bástya (a magyarázó szerepű jelzői utótag miatt, l. AkH.11 140. a), 167., illetve 170.)
6. Ha a tagok határán három azonos betű kerülne egymás mellé (AkH.11 62., 94., 163. c), 217. c), 265. a)). Megj.: a kettősbetűk és a dzs is egy betűnek számít, tehát sz+sz-re nem vonatkozik a szabály, ssz+sz-re igen.
  - sakk-kör, balett-táncos, ott-tartózkodás, össz-szövetségi
  - DE: tollal, szebből (ragos, jeles szavakra nem vonatkozik a szabály)
7. Ha valamely tagjuk rövidítés (AkH.11 281.)
  - mm-beosztás, fszla.-kivonat
8. Ha valamely tagjuk betűszó vagy tulajdonnévi szóösszevonás (AkH.11 287.)
  - MTI-hír, OTP-kölcsön, AIDS-kutatás, tv-közvetítés; Ofotért-üzlet, Alitalia-iroda
  - DE: HPV-vírus, CIB-bank (a szabályzat 2015-ben kiadott 12. kiadása szerint a betűszókhoz az értelmező utótagot is kötőjellel kapcsoljuk)
  - DE: Ofotért vállalat, Alitalia légitársaság (nem alárendelő összetétel, hanem csupán értelmezésként van hozzáfűzve egy köznév, vö. AkH.11 140. a))
9. Ritka, alkalmi, egyedi összetételek esetén (AkH.11 262. b))
  - rőzse-dalok, gyémánt-hitemet, köd-gubában, bogáncs-szívem, kő-iszonyatját, rokon-őrtüzek

## Kötőjel mellérendelő összetételekben
1. Szóismétléseknél, ha tagjai azonosak (AkH.11 97.)
  - alig-alig, ki-ki, más-más, már-már, messze-messze, sok-sok, néha-néha
2. Szóismétléseknél, ha tagjai különböző ragúak, de egyik tagjuk nem él önállóan (AkH.11 98.)
  - réges-régen, körös-körül, nőttön-nő
  - DE: szemtől szembe, háztól házig, napról napra; fej fej mellett
3. A mellérendelő szókapcsolatoknál (AkH.11 100. b)) és az ikerszóknál (102. a)), ha tagjaik együttesen ragozódnak
  - süt-főz (> sütnek-főznek), apraja-nagyja (> apraját-nagyját); izeg-mozog (> izegnek-mozognak), irul-pirul (> irult-pirult)
  - DE: rúgkapál (> rúgkapálnak), búbánat (> búbánatos); mendemonda (> mendemondát), terefere (> tereferét)
4. Némely további mellérendelő szókapcsolatnál (AkH.11 101. a)) és ikerszónál (103. a)) is, amelyeknek csak az utótagja ragozódik
  - édes-bús, piros-fehér-zöld, sakk-matt, szoba-konyha; piff-puff, csinn-bumm, csihi-puhi
5. Azokat a mellérendelő szókapcsolatokat és ikerszókat, amelyek – azonos vagy eltérő jelentésben – csak a végükön vagy mindkét tagjukon is ragozódhatnak, csak az utóbbi esetben írjuk kötőjellel (AkH.11 101. b), 103. b))
  - gizes-gazos, híres-neves
  - DE: gizgazos, hírneves (csak utótagjukon ragozódnak)
  - csúszó-mászó [kisgyerek], szántó-vető [emberek]
  - DE: csúszómászók [hüllők], szántóvetők [földművesek] (csak utótagjukon ragozódnak)

## Kötőjel képző előtt
1. Több különírt tagból álló személynevek (AkH.11 164., 217. b)) és földrajzi nevek után (265. b))
  - Széchenyi István-i, Leonardo da Vinci-s, Victor Hugó-i; New York-i, Frankfurt am Main-i, San Franciscó-i
  - DE: Széchenyi Istvánt, Leonardo da Vincit, Victor Hugót; New Yorkot, Frankfurt am Maint, San Franciscót (nem képző)
  - DE: eötvösi, petőfis; debreceni, londoni (csupán egytagúak)
  - DE: erdey-grúzi, rippl-rónais; új-dél-walesi (nem különírtak, hanem kötőjelesek)
2. -féle, -szerű, -beli utótagok előtt bármely személynév (AkH.11 141., 171.) vagy egyéb tulajdonnév esetén (265. c)), címek esetén (200.), valamint egyéb szavak esetén is, ha kettősbetűre végződnek (62., 94.)
  - Petőfi-szerű, Jedlik Ányos-féle, Szinyei Merse Pál-szerű; Vág-szerű [folyó]; Népszabadság-beli, Mai Nap-szerű, Éjjeli menedékhely-beli
  - DE: Petőfit, Jedlik Ányost, Szinyei Merse Pált; Vágot; Népszabadságból, Mai Napban, Éjjeli menedékhelyet (a szabály csak képzőkre vonatkozik)
  - dzsessz-szerű, puff-féle
  - észszerű, mészszerű, viaszszerű (a szabályzat 2015-ben kiadott 12. kiadása szerint a -szerű mint utótag előtt már nem érvényesül az egyszerűsítő írásmód)

## Kötőjel mindegyik toldalék előtt
1. Ha egy idegen szó néma betűre vagy bonyolult betűkapcsolatra végződik (AkH.11 217. a), 265. d)). – Megjegyzés: Ehhez tudni kell, hogy az illető nyelv írásában mely betűk felelnek meg az egyes kiejtett hangoknak, és hogy hagyományosan mit tekintünk betűkapcsolatnak. A magyarban az alábbi betűkapcsolatokat többjegyű idegen betűknek tekintjük, így a toldalékokat közvetlenül kapcsoljuk hozzájuk: ae, ee, ii, oo, ou, sch, sh, th (l. OH. 275–276.). (Az ae nem mindig tartozik ide, például az angol reggae szónál már kötőjelet használunk.) A ch közkeletű magyar szavakban is előfordul, így hagyományosan a fentiek közé sorolható.
  - Shakespeare-t, voltaire-es, joliot-curie-s: néma hang miatt kötőjel
  - Peugeot-t, bordeaux-i, Glasgow-ból, sydney-i: bonyolult betűegyüttes miatt kötőjel
  - DE: Goethét, Balzackal, Andrićtyal, coventryi: kiejtjük az utolsó betűt, ezért egybeírjuk
  - DE: Bachot, greenwichi, Sopianaeról, Tennesseeről, Kleenek, Hawaiin, Dawootól, Ouagadougouban, Boschsal, Macintosht, Smithszel, Bayreuthban: a megadott betűkapcsolatokat egynek vesszük, és egybeírjuk velük a toldalékot
2. Ha magyar vezetéknév vagy idegen tulajdonnév kettősbetűre végződik (AkH.11 94., 163. c), 217. c), 262. a), 265. a))
  - Széll-lel, Kiss-sel, Mann-nal, Scott-tól, Falstaff-fal, Tallinn-nál (a magyar és idegen családneveknél, valamint az idegen tulajdonneveknél, mivel írásmódjuk egyedi, az összevont alakból nem lehetne egyértelműen visszakövetkeztetni az eredetit)
  - Mariann-nal, Bernadett-tel (a szabályzat 2015-ben kiadott 12. kiadása szerint a magyar utóneveknél sem érvényesül az egyszerűsítő írásmód)
  - DE: füttyel, tollal (köznevek esetén az egyszerűsítő írásmód érvényesül, mivel azokat egyértelműen vissza lehet következtetni)
3. Rövidítések (AkH.11 280.) és betűszók (286. a)) esetén
  - ÉK-en, ker.-nek, °C-on; MÁV-ot, MTA-nak, ELTE-n
4. Számjegyek (például sorszámnevek: AkH.11 290., dátum éve és napja: 296.), írásjelek (275.) esetén (265. e))
  - 2005-ben, 1-jén, 2.-at, 3-as, 4-féle, 5-en, 6-szor; 10%-os, 6. §-sal, 3°-kal
  - DE: 2005 folyamán, 1 napig, 2 éves, 3 kg, 5 percnyi, 20 Ft (nem toldalékok, hanem önálló szavak)

## Kötőjel egyéb esetekben
1. A földrajzi nevek számos típusánál (176–178.)
  - Szabadság-hegy, Holdvilág-árok; Balaton-felvidék, Duna-part; Dél-Kína, Nyugat-Dunántúl; Nagy-New York, Keleti-Sierra Madre; Új-Dél-Wales, Dél-kínai-tenger, Sebes-Körös-dűlő (a vastag betűk a tulajdonneveket jelölik, amelyek megőrzik nagy kezdőbetűjüket, amíg nem kerülnek melléknévi alakba)
  - DE: Németalföld, Elefántcsontpart; Békásmegyer, Fokváros, Alsóbélatelep (174–175.)
  - DE: Északnémet Szövetség, Nyugatrómai Birodalom (mert az első tag önálló értelmű, állandósult kifejezés)
  - DE: Szörényi bánság, Baranya megye; Váci utca, Erzsébet híd; Gyöngyös város, Mátra hegység (180–184.)
  - DE: Budapest–Bécs, Győr–Sopron–Ebenfurt, Duna–Majna–Rajna-csatorna, Cseh–Morva-dombság (AkH.11 179.)
  - DE: bizonyos földrajzi neveknél, amely önállóan, típusjelölő köznév nélkül jelölik a földrajzi fogalmat, l. alább
2. Igekötőknél: ha ismételve szerepelnek (AkH.11 131. d)), vagy ha két ellentétes kerül egymás mellé (131. d)). Megj.: az igekötő az utóbbi esetben különválik az igétől
  - ki-kinéz, meg-megállt, vissza-visszatérés; oda-vissza utazni, ki-be járkál, előre-hátra pillantva
3. Hozzávetőleges mennyiség jelzésére (AkH.11 262. i))
  - 2-3 ember volt ott, nyolc-tíz napra utaztak el, 10-12 éves lehetett
  - DE: 40–45 év közötti, 1848–49-ben, a 60–65. oldalon, Üllői út 40–42. alatt (nem hozzávetőleges mennyiség, hanem pontos -tól/-ig viszony, AkH.11 263. c))
4. Számneveknél, kétezren fölül, három nagyságrendenként, ha az ezres után más szám is következik (AkH.11 289. a))
  - kétezer-négyszázötven, hárommillió-száztizenkétezer-negyvenhét
5. Arab számjeggyel és -szeres, -szoros mennyiséghatározóval kifejezett mennyiség esetén ([forrás?])
  - 1,2-szeres, 18,56-szoros
6. Kettős családnév esetén (AkH.11 158.)
  - Rippl-Rónai, Bajcsy-Zsilinszky, Konkoly-Thege, Gay-Lussac
  - DE: Csokonai Vitéz, Baróti Szabó, Tótfalusi Kis (régi családnevek írásmódját megőrizzük)
  - DE: a Hadrovics–Gáldiban [szótárban], Bolyai–Lobacsevszkij-geometria, Myers–Briggs-típuselmélet (ha több különböző személy nevét említjük együtt, közéjük nagykötőjelet teszünk, AkH.11 263. b))
7. Történelmi uralkodóházak, dinasztiák nevében, a ház, család, dinasztia szavak előtt (AkH.11 168.)
  - Habsburg-ház, Rákóczi-család, Tudor-dinasztia
  - DE: Kovács család, Kiss család, Tóth család (AkH.11 167.)
8. Az -e kérdőszócskánál (AkH.11 262. h))
  - Megjöttek-e Pistáék?
  - DE: e házban lakott, e mellett a fa mellett (egyiknél sem kérdőszó)
9. Az elválasztás jelölésére (223–238.)
  - Veszp-rém, lajst-rom; Ba-bi-tsé, Ba-lo-ghék; Ljub-lja-na, Bo-lo-gna; vas-út, rend-őr; gép-elem és gé-pelem; fotog-ráfia vagy foto-gráfia; kilo-gramm

## A kötőjel elmaradása
A földrajzi nevek többségében kötőjel kapcsolja össze a voltaképpeni tulajdonnevet a földrajzi köznévvel, például Szabadság-hegy – l. fent, a Kötőjel egyéb esetekben pont alatt. Bizonyos földrajzi tulajdonnevek azonban önállóan jelölik a földrajzi fogalmat, ezért ha magyarázó jelleggel mégis kitesszük melléjük a földrajzi köznevet, az csak kötőjel nélkül állhat, például Mátra, Tisza (l. AkH.11 183., OH. 204.).

## Külső hivatkozások
- Nagykötőjel-kiskötőjel biszbaszok – DonB olvasószerkesztő korrektorblogjának cikke az Index.hu-n.
- Kiskötőjel, nagykötőjel, gondolatjel – Fejes László cikke a Nyelv és Tudomány weboldalon